# All I Want for Christmas Is You

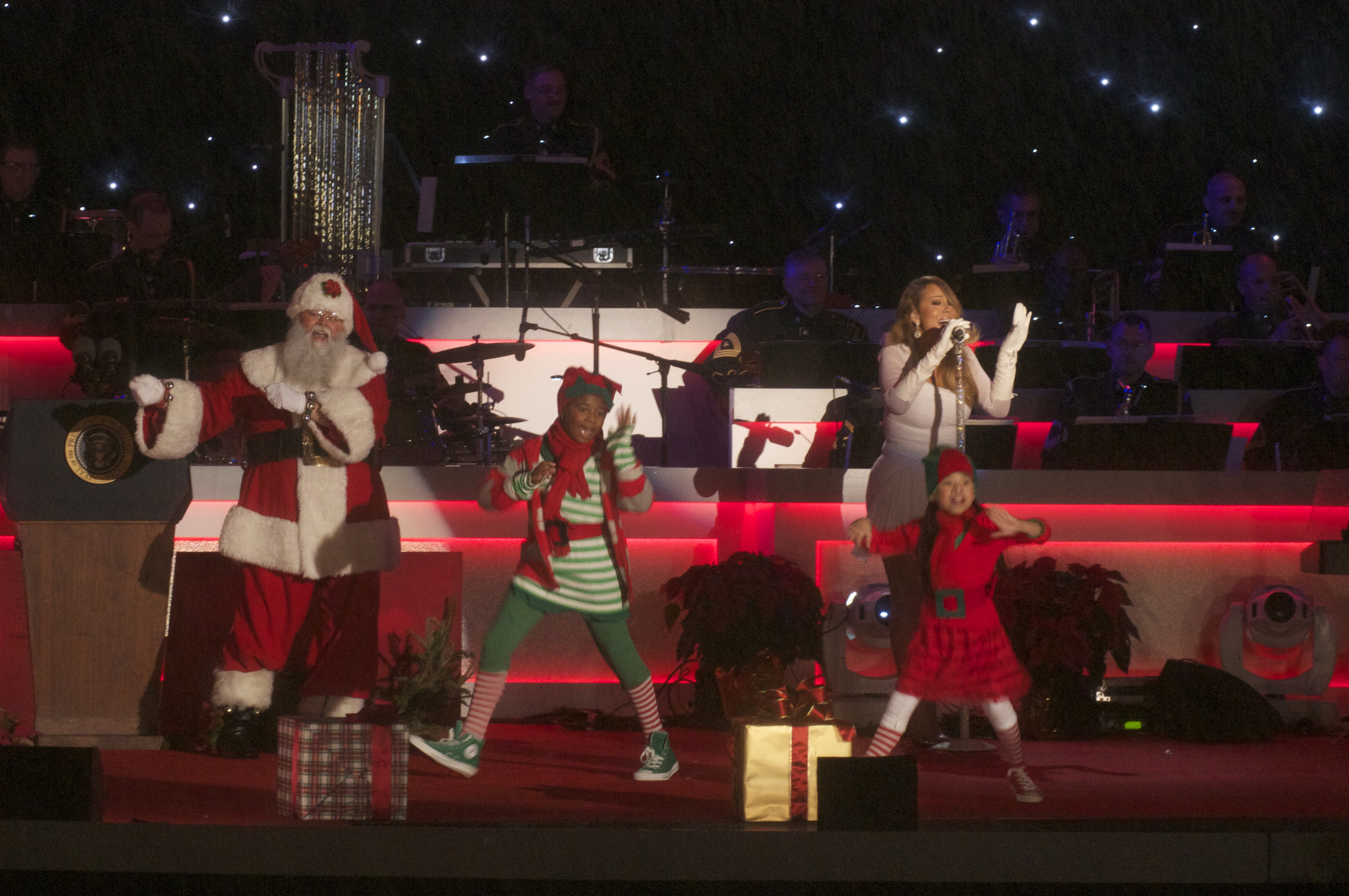
Mariah Carey podczas jednego z koncertów świątecznych, gdzie wykonuje swój utwór "All I Want for Christmas Is You"

All I Want for Christmas Is You – główny singel promujący album Merry Christmas amerykańskiej wokalistki Mariah Carey. Piosenka ta została napisana przez Carey i Waltera Afanasieffa. Singel znalazł się w pierwszej dziesiątce list przebojów w wielu krajach świata.
The New Yorker powiedział, że jest to: "jeden z wielu szanowanych współcześnie dodatków do świątecznej atmosfery". Pomimo pogłosek na temat tego, że piosenka jest coverem, nadal jest to dzieło Carey i Afanasieffa. Wielu artystów jak John Mayer, Shania Twain, Samantha Bumba, My Chemical Romance, The Cheetah Girls oraz Miley Cyrus nagrało covery tej piosenki. Piosenka została zaśpiewana przez Olivię Olson w filmie Love Actually. Pod koniec 2006 roku singel stał się najlepiej sprzedającym się dzwonkiem-kolędą w całej historii list amerykańskich. W 2008 roku piosenka nie była zbyt popularna w Wielkiej Brytanii, ale pomimo to jest ulubioną piosenką świąteczną Brytyjczyków. "All I Want for Christmas Is You" jest najlepiej sprzedającym się świątecznym dzwonkiem od trzech lat i sprzedało się ponad 1,8 miliona dzwonków. "All I Want for Christmas Is You" stał się pierwszą piosenką świąteczną, która sprzedała się w ilości ponad miliona dzwonków w Stanach Zjednoczonych.

## Listy przebojów
Ponieważ reguły „Billboardu” nie pozwalały na to, aby na Hot 100 znalazły się piosenki świąteczne, singel nie znalazł się na tej liście, ponieważ fizycznie się nie ukazał. Był za to popularny w amerykańskich stacjach radiowych i znalazł się na 12. miejscu Billboard Hot 100 Airplay i był sukcesem w wielu innych krajach. Singel przez trzy tygodnie znajdował się na drugim miejscu w Wielkiej Brytanii i sprzedał się tam w ilości 400 000 kopii i zdobył status Złotej Płyty. Znalazł się także na drugim miejscu w Australii i Japonii, gdzie został użyty jako soundtrack do filmu 29-sai no Christmas (29才のクリスマス), i została zatytułowana "Koibito-tachi na Christmas" " (恋人たちのクリスマス; "Lovers' Christmas"). W Japonii sprzedało się 1,1 miliona egzemplarzy i jest najlepiej sprzedającym się singlem Carey w tym kraju.
W 2000 roku, piosenka znowu znalazła się na liście „Billboardu” Hot 100, znajdując się na 83. miejscu przez jeden tydzień (po 1998 single mogły wejść na Hot 100 bez wydania komercyjnego; piosenka otrzymała wystarczająco dużo promocję w radiach, aby znaleźć się na tej liście). Billboard przyjął wtedy nowe zasady co do singli świątecznych, ponieważ liczba albumów świątecznych wydanych w USA znacznie wzrosła. Piosenka puszczana jest co roku w okresie świątecznym w każdej stacji radiowej.
W 2005, piosenka znalazła się na 1. miejscu Billboard Hot 100 Reccurents. Od tego czasu piosenka zajmowała 1. miejsce na tej liście od 2005 do 2008 roku. W tym czasie piosenka stała się pierwszym singlem w dyskografii Carey, który znalazł się na 1. miejscu listy Billboard Hot Digital Songs. Według Billboard, piosenka ta mogła w 2005 roku znaleźć się na 6. miejscu Hot 100.
W grudniu 2006 roku, "All I Want for Christmas Is You" stał się pierwszym świątecznym dzwonkiem, który otrzymał status Złotej i Platynowej Płyty od RIAA za sprzedaż powyżej miliona egzemplarzy.
W 2007, piosenka mogła znaleźć się na 11. miejscu Hot 100 Airplay. Jednak wchodząc na listy brytyjskie i odnosząc tam sukces, singel znalazł się na Hot 100 Airplay pod koniec roku osiągając miejsce 4.
9 listopada 2008 piosenka znowu znalazła się na UK Singles Chart. Tym razem zaczęła od miejsca 104., a następnie znalazła się na miejscu 12. i mogła znów pokazać się na European Hot 100, osiągając miejsce 68. Piosenka znalazła się też na liście Portugal Billboard. Singel znalazł się na Japan Hot 100 Singles na miejscu 60. przeskakując następnie na miejsce 10.
17 grudnia 2008 piosenka znalazła się na miejscu 8 Box of Downloads.
27 grudnia 2008 piosenka weszła na listę 100 Singles na miejscu 8 w Holandii.

## Remiksy
Kiedy piosenka po raz pierwszy została wydana jako singel żadne remiksy nie były uwzględnione na płycie. Carey zreedytowała singel w Japonii w 2000 roku, z nowym remiksem „So So Def”, który Carey nagrała z Lil' Bow Wowem i Jermaine'em Dupri. Remiks jest zawarty na Greatest Hits jako bonus.

## Teledysk
Nagrano trzy (technicznie cztery) teledyski do „All I Want for Christmas Is You”. Pierwszy, najczęściej puszczany w telewizji, pokazuje Carey świętującą Boże Narodzenie ze śniegiem, prezentami i rodziną. Jej ówczesny mąż, Tommy Mottola, jest pokazany jako Święty Mikołaj. W innym teledysku, inspirowanym przez Nancy Sinatra, Carey tańczy w studio urządzonym w stylu lat 60. Aby wyglądać jak teledysk z lat 60., został on nakręcony w kolorystyce czarno-białej. Oryginalnie piosenka została napisana o licealnej sympatii Carey.
Teledysk został nakręcony też do remiksu, ale nie pokazuje Carey ani raperów, tylko jest animowany. Styl animacji oparty jest na teledysku do „Heartbreaker” (1999). Reżyser tego teledysku jest wymieniony pod pseudonimem „Kris Kringle”.

## Singel
1994
- CSK 6644 (USA)

1. All I Want for Christmas Is You

- 660944 1/2 (Europa, Australia)

1. All I Want for Christmas Is You
2. Miss You Most (At Christmas Time)
3. Jesus Oh What a Wonderful Child

1996
- SRCS 8221 (Japonia)

1. All I Want for Christmas Is You
2. Miss You Most (At Christmas Time)
3. Joy to the World (Club Mix)

2000
- SRCS 2425 (Japonia)

1. All I Want for Christmas Is You
2. All I Want for Christmas Is You (So So Def Remix)
3. O Ohly Night 2000 (Live)
4. Joy to the World (Club Mix)

2009
- (USA)

1. All I Want for Christmas Is You (Mariah's New Dance Mix 2009)
2. All I Want for Christmas Is You (Mariah's New Dance Mix 2009 - Extended Version)
3. All I Want for Christmas Is You (Mariah's New Dance Mix 2009 - Radio Edit)
4. All I Want for Christmas Is You (Original Album Single)

2011
1. All I Want For Christmas Is You (wyk. Justin Bieber & Mariah Carey, album Under the Mistletoe)

## Listy przebojów

### Billboard
| Lista (1994)                       | Pozycja           |
| ---------------------------------- | ----------------- |
| Hot 100 Airplay                    | 12                |
| Adult Contemporary                 | 6                 |
| Top 40 Mainstream                  | 9                 |
| Rhythmic Top 40                    | 14                |
| Adult Top 40                       | 27                |
| Lista (2000)                       | Najwyższa pozycja |
| Hot 100                            | 83                |
| Lista (2004)                       | Najwyższa pozycja |
| Hot Digital Tracks                 | 6                 |
| Lista (2005)                       | Najwyższa pozycja |
| Hot 100 Singles Recurrents         | 1                 |
| Hot Digital Songs                  | 1                 |
| Hot Ringtones                      | 8                 |
| Lista (2006)                       | Najwyższa pozycja |
| Hot Holiday Songs                  | 2                 |
| Hot Digital Tracks                 | 1                 |
| Hot 100 Singles Recurrents         | 1                 |
| Lista (2007)                       | Najwyższa pozycja |
| Hot Digital Songs                  | 8                 |
| Hot Digital Tracks                 | 7                 |
| Hot 100 Singles Recurrents         | 1                 |
| Hot 100 Singles Airplay Recurrents | 1                 |
| Hot Holiday Songs                  | 5                 |
| Lista (2008)                       | Najwyższa pozycja |
| Hot Digital Songs                  | 16                |
| Hot Digital Tracks                 | 15                |
| Hot 100 Singles Recurrents         | 1                 |
| Hot 100 Singles Airplay Recurrents | 1                 |
| Hot Holiday Songs                  | 1                 |
| Hot Adult Contemporary Recurrents  | 1                 |

### Pozostałe
| Lista (1994)                         | Pozycja           |
| ------------------------------------ | ----------------- |
| Australian ARIA Singles Chart        | 2                 |
| Japanese Oricon Singles Chart        | 2                 |
| UK Singles Chart                     | 2                 |
| Irish Singles Chart                  | 3                 |
| Italian Singles Chart                | 8                 |
| Lista (2005)                         | Najwyższa pozycja |
| Russian Airplay Chart                | 159               |
| Lista (2006)                         | Najwyższa pozycja |
| UK Download Chart                    | 2                 |
| Australian Digital Track Chart       | 30                |
| Slovakia Airplay Chart               | 24                |
| Lista (2007)                         | Najwyższa pozycja |
| Finland Top Singles                  | 1                 |
| UK Download Chart                    | 1                 |
| Canadian Top Digital Downloads chart | 2                 |
| Norway Top 20 Singles                | 2                 |
| Slovakia Airplay Chart               | 73                |
| UK Singles Chart                     | 4                 |
| Denmark Top 40 Singles Chart         | 6                 |
| Ireland Top 50 Singles Chart         | 8                 |
| Swedish Singles Chart                | 8                 |
| Austria Top 75 Singles Chart         | 11                |
| German Singles Top 100               | 18                |
| Swiss Singles Top 100                | 31                |
| Lista (2008)                         | Najwyższa pozycja |
| European Hot 100                     | 19                |
| Finland Singles Chart                | 10                |
| Netherlands Mega Single Top 100      | 8                 |
| Portugal Singles Chart               | 1                 |
| Euro Digital Songs                   | 11                |
| UK Download Chart                    | 9                 |
| Norway Singles Chart                 | 3                 |
| Japan Hot 100 Singles                | 10                |
| Irish Singles Chart                  | 17                |
| Italian Singles Chart                | 13                |
| UK Singles Chart                     | 12                |
| Danish Singles Chart                 | 4                 |
| Danish Airplay Chart                 | 19                |
| Greece Billboard Singles Chart       | 3                 |
| Hot Canadian Digital Singles         | 21                |
| Austrian Singles Chart               | 16                |
| Slovakia Airplay Chart               | 95                |
| Swedish Singles Chart                | 17                |
| German Singles Chart                 | 27                |
| Hungarian Singles Top 10             | 5                 |
| Swiss Singles Chart                  | 23                |
| Lista (2020)                         | Najwyższa pozycja |
| Singlų Top 100                       | 1                 |

## Wykonawcy innych wersji
W 2008 roku na singlu CD wydany został cover utowru „All I Want for Christmas Is You”, nagrany przez szwedzką piosenkarkę Sannę Nielsen, który promował album świąteczny Our Christmas (2008). Wydawnictwo znalazło się na 39. miejscu listy przebojów Sverigetopplistan w Szwecji.